# Escola Politècnica Superior d'Edificació de Barcelona
L'Escola Politècnica Superior d'Edificació de Barcelona és un centre de la Universitat Politècnica de Catalunya dedicat a la formació de professionals del món de l'edificació, la geomàtica i la prevenció de riscos laborals.

## Història
Entre 1850 i 1875 a Barcelona hi va existir l'Escola de Mestres d'Obres, que pot considerar-se precursora de l'EPSEB. Des de 1875 fins a 1954, els estudis d'aparellador
es realitzaren a l'Escola d'Arquitectura, ubicada a l'edifici històric de la Universitat de Barcelona, a la zona de la torre del rellotge.
L'escola va ser creada l'any 1954 amb el nom inicial d'Escola d'Aparelladors, com a centre independent de l'Escola d'Arquitectura. L'any 1964 adoptà el nom Escola d'Arquitectes Tècnics de Barcelona, impartint la carrera d'Arquitectura tècnica. L'any 1988 es van incorporar també els estudis d'Enginyeria topogràfica, canviant el nom del centre a Escola Universitària Politècnica de Barcelona. Els estudis d'arquitectura tècnica i de topografia posteriorment foren substituïts pels nous Grau en Ciències i Tecnologies de l'Edificació i Enginyeria Geomàtica i Topografia, respectivament . A partir del curs 2003-2004 s'iniciaren els estudis d'Enginyeria en Organització Industrial orientat a l'edificació.

## Instal·lacions i serveis
L'EPSEB està equipada amb Biblioteca, Oficina d'Atenció a l'Estudiant, Serveis informàtics, Borsa de treball, Laboratori de materials i control de qualitat, Laboratori de seguretat i prevenció, Laboratori del foc, de física, de fotogrametria, de cartografia, d'instal·lacions, d'edificació, de topografia i d'investigació audiovisual. També disposa del Taller de patrimoni arquitectònic, el Taller Gaudí, l'Arxiu de Patrimoni Arquitectònic de Catalunya i serveis de papereria-copisteria i de bar-restaurant.
Disposa de Borsa de treball, en què han participat més del 50% dels estudiants. L'escola té convenis subscrits amb universitats de Gran Bretanya, França, Itàlia, Suècia, Dinamarca i Polònia, per proporcionar experiència internacional a l'alumnat. També dona suport a l'intercanvi amb universitats d'Amèrica Llatina, i té signats convenis Sicue Sèneca amb les escoles d'Arquitectura Tècnica de la resta de l'Estat i amb les escoles d'Enginyeria Tècnica Topogràfica de Jaén i Las Palmas.
A l'escola hi ha associacions lúdiques, esportives i solidàries, com ara Club d'Esports, Delegació d'Estudiants, Geòmetres sense Fronteres, Arquitectes Tècnics Sense Fronteres, Associació cultural EPSEB, Revista DIN-A3 o Associació d'Estudiants de Topografia (AETOP). Es fan exposicions, conferències, concursos de projectes de final de carrera, concursos de fotografia, de maquetes, festa de final de curs, sessions de cinema, sortides culturals, etc.

## Estudis
Graus
- Grau en Arquitectura Tècnica i Edificació
- Grau en Enginyeria en Geoinformació i Geomàtica

Màsters universitaris
- Màster Universitari en Construcció Avançada en l'Edificació
- Màster universitari en Diagnosi i Tècniques d'Intervenció en l'Edificació
- Màster Universitari en Gestió de l'Edificació
- Màster Universitari en Seguretat i Salut en el Treball: Prevenció de Riscos Laborals